# Gustav Hanau

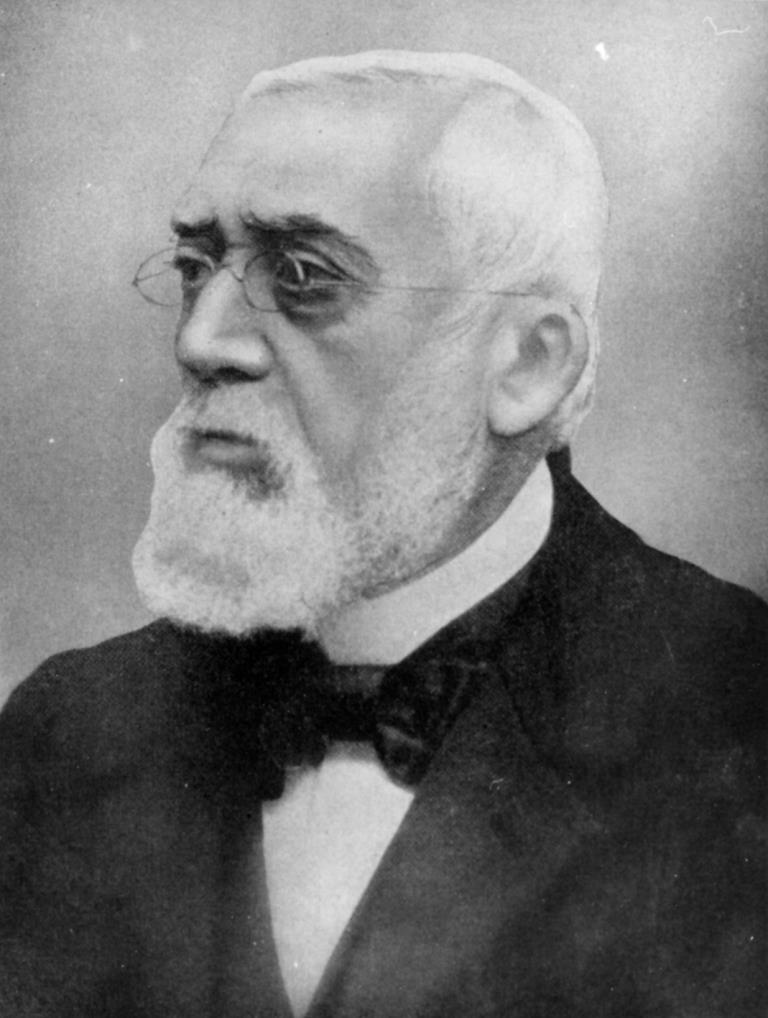
Der Mülheimer Bankier Gustav Hanau (1818–1902)

Gustav Hanau (* 15. Mai 1818 in Mülheim an der Ruhr; † 10. Dezember 1902 ebenda) war ein deutscher Kaufmann und Bankier.

## Leben
Er wurde als zweiter Sohn des Kaufmanns Isaac Leo Hanau (~1789–1833) und seiner Frau Ester Gombel (1789–1864) geboren. Durch den frühen Tod des Vaters und des älteren Bruders Isidor 1833 musste Gustav Hanau schon früh den Lebensunterhalt für die Familie bestreiten. Dabei betätigte sich auf unterschiedlichen Gebieten. Er war Lotterieeinnehmer für die Königliche General-Lotterie-Direktion in Berlin, Generalagent der Schlesischen Feuer-Versicherungs-Gesellschaft in Breslau, betrieb einen lebhaften Immobilienhandel und kaufte sich als Aktionär in verschiedene Unternehmen ein, insbesondere im Ruhrgebietsbergbau. 1890 beteiligte er sich an der Bergbau-Actien-Gesellschaft in Unna-Massen. 

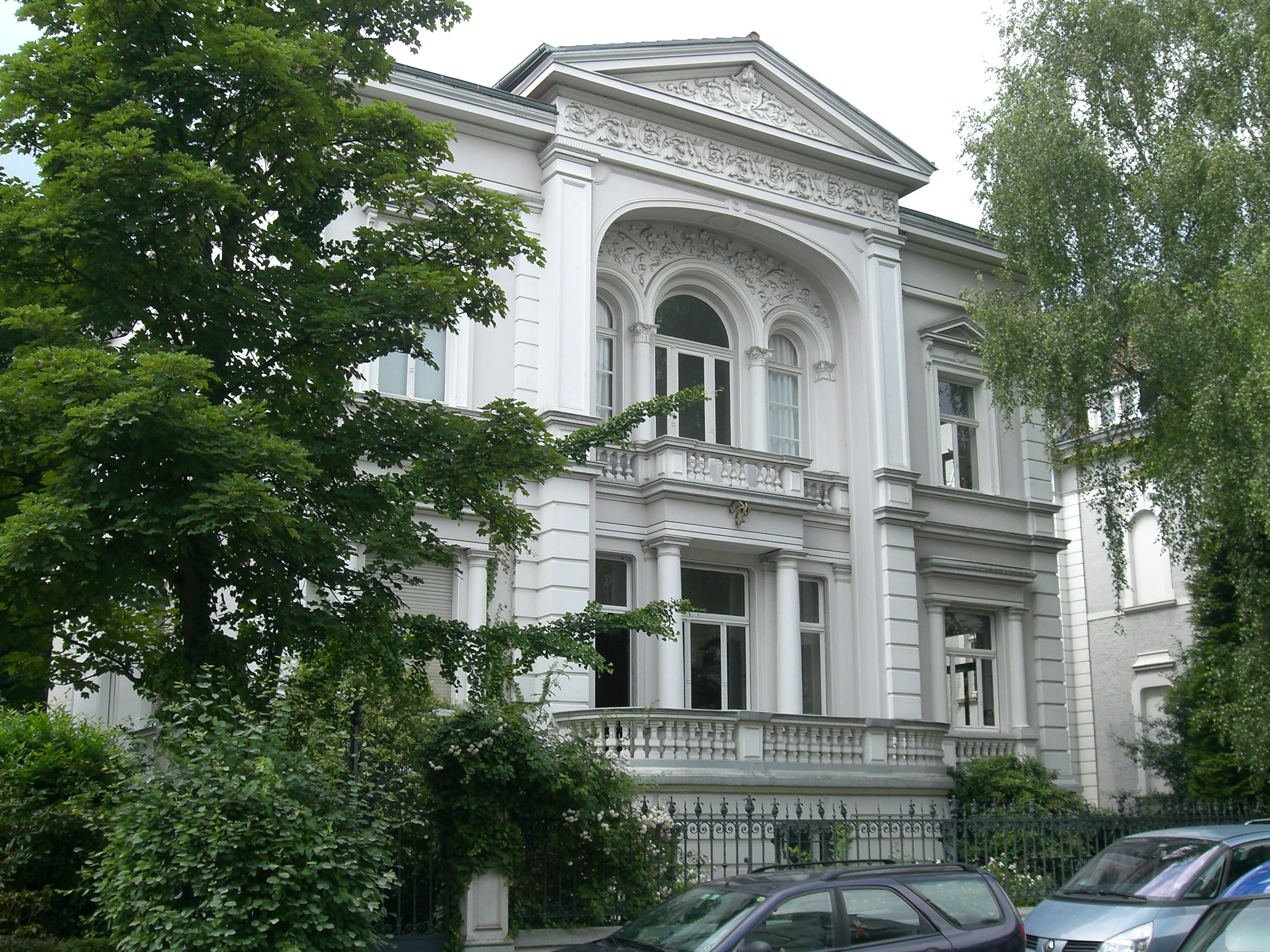
Villa Heinrich Hanau in der Friedrichstraße

1870 gründete Gustav Hanau das private Bankhaus Hanau. Der Schwerpunkt des Geschäfts lag auf dem Handel mit Effekten und Kuxen. Die Bank wurde 1897 in eine Aktiengesellschaft umgewandelt, nannte sich fortan Rheinische Bank und eröffnete Zweigstellen in Duisburg, Neuss, Meiderich, Hochfeld und Dinslaken. Ein wichtiger und bedeutender Kunde dieses Geldinstituts war August Thyssen. 1878–1881 sowie 1884–1891 war er Präsident der Handelskammer Mülheim an der Ruhr.
Die von dem Mülheimer Architekten Franz Hagen errichtete Villa Hanau geht entgegen einer weit verbreiteten Meinung nicht auf ihn zurück, sondern auf seinen Neffen Heinrich Hanau (1857–1938).

## Ehe und Nachkommen
Gustav Hanau war seit 1847 mit Nanni Herz (~1825–1914) verheiratet. Aus der Ehe gingen drei Kinder hervor: Hedwig (* um 1848), Eugenie (* 1850) und Leo (1852–1927), der spätere Erbe des Bankgeschäftes.

## Weitere Quellen
- Stadtarchiv Mülheim an der Ruhr, Bestand 1550, Nr. 17
- Stadtarchiv Mülheim an der Ruhr, Bestand 1440

| Personendaten    | Personendaten                  |
| ---------------- | ------------------------------ |
| NAME             | Hanau, Gustav                  |
| KURZBESCHREIBUNG | deutscher Kaufmann und Bankier |
| GEBURTSDATUM     | 15. Mai 1818                   |
| GEBURTSORT       | Mülheim an der Ruhr            |
| STERBEDATUM      | 10. Dezember 1902              |
| STERBEORT        | Mülheim an der Ruhr            |